# كريم فرادين
كريم فرادين (2 فبراير 1972) هو مدرب كرة قدم فرنسي-مغربي، ولاعب سابق لعب كلاعب خط وسط.بعدما تقاعد من لعب كرة القدم بدأ مسيرته التدريبية ثم بعد ذلك أصبح رئيساً لنادي نيور الفرنسي الذي ينافس في دوري الدرجة الثانية في عام 2009. كما وصل إلى نهائيات كأس فرنسا عام 2004 مع نادي شاتورو.

## حياته الشخصية
كريم من مواليد مدينة سان مارتان ديريس (إزار).

## مهنة اللاعب
- 1992- 1998: نيور فرنسا
- 1998- 1999: نيس فرنسا
- 1999- 2003: ستوكبورت إنجلترا
- 2003- 2005: شاتورو فرنسا
- 2005- 2007: نيور فرنسا

## الاحصائيات

### دولية
| المباريات الدولية لكريم فرادين | المباريات الدولية لكريم فرادين               | المباريات الدولية لكريم فرادين | المباريات الدولية لكريم فرادين | المباريات الدولية لكريم فرادين |
| تاريخ                          | مكان                                         | الخصم                          | النتيجة                        | المسابقة                       |
| ------------------------------ | -------------------------------------------- | ------------------------------ | ------------------------------ | ------------------------------ |
| 17 يناير 1996                  | ملعب جول لادوميج، فيترول بوتشي دى رون، فرنسا | أرمينيا                        | 0-6                            | ودية                           |

### النادي
| الموسم      | النادي         | عدد المباريات | الأهداف | الدوري         |
| ----------- | -------------- | ------------- | ------- | -------------- |
| 2006 - 07   | نادي نيور      | 27            | 1       | الدرجة الثانية |
| 2005 - 06   | نادي نيور      | 27            | 0       | الدرجة الثالثة |
| 2004 - 05   | شاتورو         | 24            | 0       | الدرجة الثانية |
| 2003 -04    | شاتورو         | 19            | 0       | الدرجة الثانية |
| 2002 - 03   | ستوكبورت كونتي | 9             | 0       | الدرجة الثالثة |
| 2001 - 02   | ستوكبورت كونتي | 20            | 2       | الدرجة الثانية |
| 2000 - 01   | ستوكبورت كونتي | 31            | 6       | الدرجة الثانية |
| 1999 - 2000 | ستوكبورت كونتي | 21            | 1       | الدرجة الثانية |
| 1998 - 99   | نيس            | 7             | 0       | الدرجة الثانية |
| 1997 - 98   | نادي نيور      | 25            | 1       | الدرجة الثانية |
| 1996 - 97   | نادي نيور      | 37            | 1       | الدرجة الثانية |
| 1995 - 96   | نادي نيور      | 39            | 1       | الدرجة الثانية |
| 1994 - 95   | نادي نيور      | 37            | 0       | الدرجة الثانية |
| 1993 - 94   | نادي نيور      | 36            | 1       | الدرجة الثانية |
| 1992 - 93   | نادي نيور      | 34            | 0       | الدرجة الثانية |
| 1991 - 92   | نادي نيور      | 29            | 0       | الدرجة الثالثة |
| 1990 - 91   | نادي نيور      | 9             | 0       | الدرجة الثالثة |
| 1989 - 90   | فالينسيان      | 28            | 0       | الدرجة الثالثة |

- نهائي كأس فرنسا 2003–04 مع نادي شاتورو
- بطل الدوري الفرنسي الدرجة الثالثة عام 2006 مع نادي نيور

## روابط خارجية
- كريم فرادين على موقع قاعدة بيانات كرة القدم.إي يو (الإنجليزية)